# 莲花湖乡
莲花湖乡，是中华人民共和国四川省绵阳市盐亭县下辖的一个乡镇级行政单位。2019年12月，撤销双碑乡和冯河乡，设立莲花湖乡，以原双碑乡和原冯河乡冯家河社区、新房村、李家村、罗观村、弥勒村、岱场村、武圣村、金狮村、兴隆村、东莲村所属行政区域为莲花湖乡的行政区域，莲花湖乡人民政府驻新兴街10号。

## 行政区划
莲花湖乡下辖以下地区：
雨台村、禹仙村、柳林村、高雄村、红五村、普佛村和飞跃村。